# I Will Wait for You

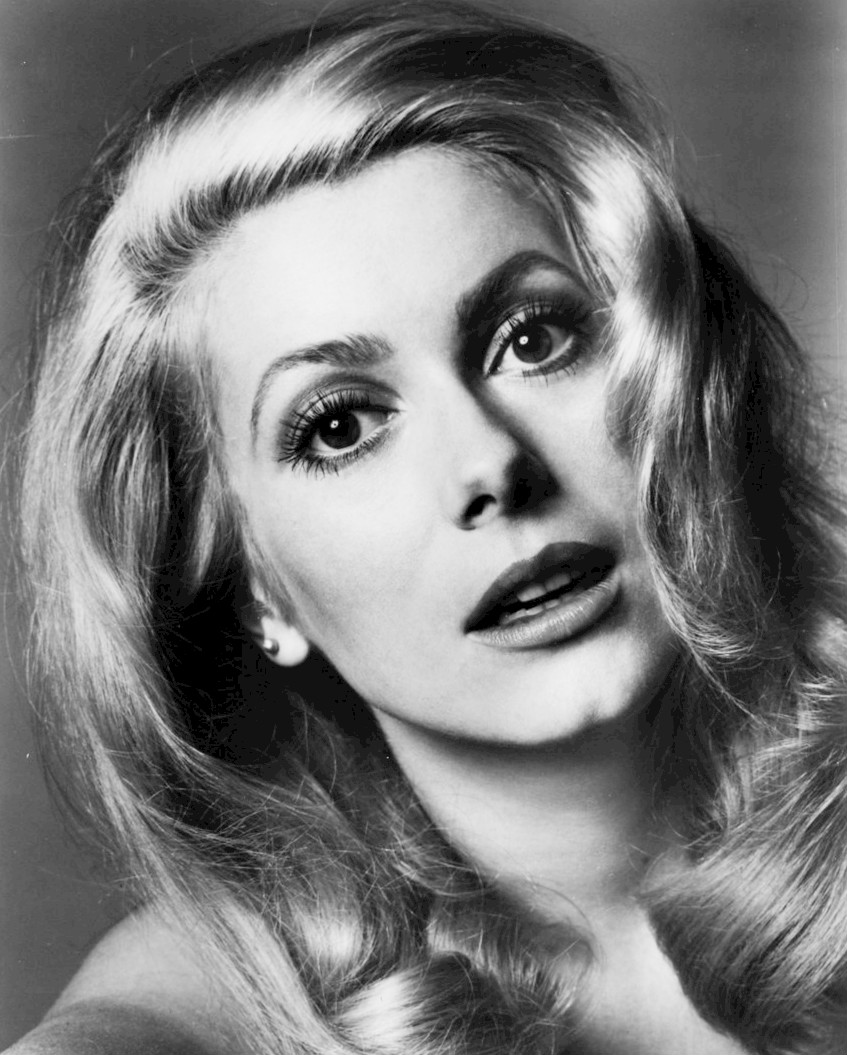
Foto de Catherine Deneuve de la película de 1969 The April Fools.

"I Will Wait for You" es una versión en Inglés de Je ne pourrai jamais vivre sans toi, una canción del musical francés The Umbrellas of Cherbourg (Les Parapluies de Cherbourg, 1964). Su música fue compuesta por Michel Legrand y la letra original fue escrita Jacques Demy. Fue interpretada en la película por Catherine Deneuve. Las letras en inglés fueron escritas por Norman Gimbel. Está versión fue nominada para el Oscar para la Mejor Canción en la 38.ª ceremonia de entrega de los Premios de la Academia en 1966.

## Otras versiones
La canción ha sido versionada por numerosos artistas, incluyendo Eddie Fisher, Frank Sinatra, Barney Kessel, Astrud Gilberto, Violetta Villas, Trini Lopez, Bobby Darin, Nana Mouskouri, Cher, Andy Williams, Jason Kouchak, Petula Clark, Tony Bennett, Vikki Carr, Liza Minnelli, Connie Francis, Beverley Craven, the Walker Brothers, Maria Morlino, Jill Johnson, Lisa Lovbrand, Engelbert Humperdinck, Steve Lawrence, Jack Jones, Matt Monro, Oscar Peterson, Gil Evans, Donald Byrd, Louis Armstrong, Kirsti Huke, Connie Evingson and Richard "Groove" Holmes.

## Uso en la cultura popular
La canción (cantada por Connie Francis) fue escuchada durante el final icónico del episodio de Futurama, "Jurassic Bark".